# أولاد علي بن عيسى (تيزي وسلي)
أولاد علي بن عيسى هي إحدى مشيخات المملكة المغربية، تتبع جغرافيا لإقليم تازة وإداريًا لتيزي وسلي. يقدر عدد سكانها بـ 2867 نسمة حسب الإحصاء الرسمي للسكان والسكنى لسنة 2004.